# Дьюпвик, Рогер О
Рогер О Дьюпвик (норв. Roger Aa Djupvik; род. 23 марта 1981, Hyen, Согн-ог-Фьюране) — норвежский лыжник, победитель этапа Кубка мира. Специализируется в дистанционных гонках. 
В Кубке мира Дьюпвик дебютировал 16 марта 2002 года, в марте 2010 года одержал свою единственную победу на этапе Кубка мира, в эстафете. Кроме этого на сегодняшний день имеет на своём счету 5 попаданий в десятку лучших на этапах Кубка мира, 3 в командных гонках и 2 в личных. Лучшим достижением Дьюпвика в общем итоговом зачёте Кубка мира является 60-е место в сезоне 2006/07. В сезоне 2008/09 победил в общем зачёте Кубка Скандинавии.
За свою карьеру на Олимпийских играх и чемпионатах мира пока не выступал. 
Использует лыжи производства фирмы Fischer.